# لويس مونيوث ريفيرا
لويس مونيوث ريفيرا (بالإنجليزية: Luis Muñoz Rivera)‏ هو سياسي أمريكي، ولد في 1916، وتوفي في 2006. حزبياً، نشط في Popular Democratic Party (Puerto Rico) ‏.